# Аніщенко Світлана Володимирівна
Світлана Володимирівна Аніщенко (нар. 10 квітня 1978, Київ) — українська поетеса. Член Національної спілки письменників України з 2001 року.

## Життєпис
Народилася у Києві в родині вчителів. Дитинство минуло головним чином в селі Веселий Гай Новомиколаївського району Запорізької області, де й отримала неповну середню освіту. Далі мешкала та навчалася у Запоріжжі. Закінчила Запорізьке педагогічне училище (нині Педагогічний фаховий коледж Хортицької національної академії), згодом — Мелітопольський державний педагогічний університет за спеціальністю «Практична психологія, іноземна мова (англійська) та література». Після закінчення вишу працювала в школі вчителькою англійської мови. Пізніше — асистентом кафедри іноземних мов на соціально-гуманітарному факультеті Мелітопольського державного педагогічного університету.
З 1997 року друкувалася в газетах «Запорозька Січ», альманасі «Хортиця», «Новий День», журналі «Київ». Лауреат Міжнародного літературного конкурсу «Гранослов» у 2000 році.
Видано 2 збірки віршів: «Осінній синдром» (2002), «Невагомість» (2006).